# Alula (Somalia)
Alula (in somalo Caluula), è una città della Somalia di circa 40.000 abitanti che si affaccia sul golfo di Aden situata nella regione di Bari, a circa 50 km a est di capo Guardafui, nel Corno d'Africa. È stata capitale del Sultanato dei Migiurtini.

## Monumenti
Nel suo territorio sorge il faro Francesco Crispi, dalla forma a fascio littorio, inaugurato nel 1924 e ricostruito nel 1930.